# Vicente Zapata

Vicente Zapata fue un militar argentino, que perteneció al bando federal y alcanzó la jerarquía de Teniente Coronel; y se desempeñó como Gobernador de Entre Ríos en tres oportunidades de forma provisional, entre el 4 de abril de 1826 y 1 de marzo de 1827, el 29 de septiembre de 1827 y 16 de diciembre de 1827, y finalmente entre el 31 de diciembre de 1841 y 1 de enero de 1842.

## Biografía
Nació en Nogoyá. Adhirió a la Revolución de Mayo, y se sumó en las luchas por la independencia en 1811.
La primera vez fue nombrado por una intervención dispuesta por el Congreso Nacional Constituyente en Buenos Aires, a raíz del conflicto con el gobernador Juan León Sola, quien fuera reelecto tras la anulación de la elección de Ricardo López Jordán. Por segunda vez asumió en reemplazo de Mateo García de Zúñiga en 1827, tras la renuncia de éste y la elección de Zapata por la Legislatura tras el resurgimiento del conflicto entre Jordán y Sola. Contó con el apoyo de Justo José de Urquiza. La tercera ocasión, asumió provisoriamente tras el desplazamiento de Pascual Echagüe en 1841, y posterior elección de Urquiza como gobernador; Urquiza le delegó el cargo hasta su asunción.
Comandó las tropas federal en la Batalla de Yeruá, siendo derrotado por el general Juan Lavalle en 1839, cuando era delegado del gobernador Echagüe. 